# Copa Libertadores 1977
Navigation
Édition précédente Édition suivante
La Copa Libertadores 1977 est la 18e édition de la Copa Libertadores. Le club vainqueur de la compétition est désigné champion d'Amérique du Sud 1977 et se qualifie pour la Coupe intercontinentale 1977 et la Copa Interamericana 1977.
C'est la formation argentine de Boca Juniors qui remporte le titre cette année, après avoir battu les tenants du titre, les Brésiliens de Cruzeiro Esporte Clube. La finale se termine par une séance de tirs au but, une première dans l'histoire de la compétition. C'est le premier titre international de Boca et la onzième Copa Libertadores pour l'Argentine. L'attaquant argentin Néstor Scotta du Deportivo Cali est sacré meilleur buteur avec cinq réalisations.
La compétition conserve le même format que lors de l'édition précédente : les vingt équipes engagées sont réparties en cinq poules (avec pour chaque poule deux clubs de deux pays). Seul le premier de chaque groupe accède au deuxième tour, qui remplace les demi-finales, où ils sont rejoints par le tenant du titre. Deux poules de trois sont formées et le meilleur de chaque poule se qualifie pour la finale, jouée en matchs aller-retour, avec un match d'appui éventuel en cas d'égalité sur les deux rencontres.

## Clubs participants
- Cruzeiro Esporte Clube - Tenant du titre
- Club Atlético Boca Juniors - Vainqueur des tournois Metropolitano et Nacional 1976
- Club Atlético River Plate - Vainqueur du barrage pré-Libertadores 1976
- Club Bolívar - Vainqueur de la Copa Simón Bolivar 1976
- Oriente Petrolero - Finaliste de la Copa Simón Bolivar 1976
- Sport Club Internacional - Champion du Brésil 1976
- Sport Club Corinthians Paulista - Vice-champion du Brésil 1976
- Corporacion Deportiva Everton de Viña del Mar - Champion du Chili 1976
- Corporación de Fútbol de la Universidad de Chile - Vainqueur de la Liguilla pré-Libertadores 1976
- Corporación Deportiva Club Atlético Nacional - Champion de Colombie 1976
- Asociación Deportivo Cali - Vice-champion de Colombie 1976
- Club Deportivo El Nacional - Champion d'Équateur 1976
- Club Deportivo Cuenca - Vice-champion d'Équateur 1976
- Club Libertad - Champion du Paraguay 1976
- Club Olimpia - Vice-champion du Paraguay 1976
- Club Sport Unión Huaral - Champion du Pérou 1976
- Sport Boys Association - Vice-champion du Pérou 1976
- Defensor Sporting Club - Champion d'Uruguay 1976
- Club Atlético Peñarol - Vice-champion d'Uruguay 1976
- Portuguesa FC - Champion du Venezuela 1976
- Estudiantes de Mérida - Vice-champion du Venezuela 1976

## Compétition

### Premier tour
| Rang | Équipe                     | Pts | J | G | N | P | Bp | Bc | Diff |  | Résultats (▼ dom., ► ext.) | Boc | RPl | Def | Peñ |
| ---- | -------------------------- | --- | - | - | - | - | -- | -- | ---- |  | -------------------------- | --- | --- | --- | --- |
| 1    | Club Atlético Boca Juniors | 10  | 6 | 4 | 2 | 0 | 5  | 0  | +5   |  | Club Atlético Boca Juniors |     | 1-0 | 2-0 | 1-0 |
| 2    | Club Atlético River Plate  | 6   | 6 | 1 | 4 | 1 | 5  | 5  | 0    |  | Club Atlético River Plate  | 0-0 |     | 1-1 | 2-1 |
| 3    | Defensor Sporting Club     | 5   | 6 | 1 | 3 | 2 | 5  | 7  | -2   |  | Defensor Sporting Club     | 0-0 | 0-0 |     | 2-4 |
| 4    | Club Atlético Peñarol      | 3   | 6 | 1 | 1 | 4 | 7  | 10 | -3   |  | Club Atlético Peñarol      | 0-1 | 2-2 | 0-2 |     |

| Rang | Équipe                    | Pts | J | G | N | P | Bp | Bc | Diff |  | Résultats (▼ dom., ► ext.) | DCa | Bol | Ori | Nac |
| ---- | ------------------------- | --- | - | - | - | - | -- | -- | ---- |  | -------------------------- | --- | --- | --- | --- |
| 1    | Asociación Deportivo Cali | 8   | 6 | 4 | 0 | 2 | 12 | 5  | +7   |  | Asociación Deportivo Cali  |     | 3-0 | 3-0 | 3-1 |
| 2    | Club Bolívar              | 7   | 6 | 3 | 1 | 2 | 7  | 4  | +3   |  | Club Bolívar               | 3-0 |     | 1-0 | 3-0 |
| 3    | Oriente Petrolero         | 5   | 6 | 2 | 1 | 3 | 6  | 7  | -1   |  | Oriente Petrolero          | 1-0 | 0-0 |     | 4-0 |
| 4    | Atlético Nacional         | 4   | 6 | 2 | 0 | 4 | 5  | 14 | -9   |  | Atlético Nacional          | 0-3 | 1-0 | 3-1 |     |

| Rang | Équipe                     | Pts | J | G | N | P | Bp | Bc | Diff |  | Résultats (▼ dom., ► ext.) | Int | Nac | Cor | Cue |
| ---- | -------------------------- | --- | - | - | - | - | -- | -- | ---- |  | -------------------------- | --- | --- | --- | --- |
| 1    | Sport Club Internacional   | 9   | 6 | 4 | 1 | 1 | 9  | 4  | +5   |  | Sport Club Internacional   |     | 2-0 | 1-0 | 3-1 |
| 2    | Club Deportivo El Nacional | 7   | 6 | 3 | 1 | 2 | 6  | 6  | 0    |  | Club Deportivo El Nacional | 2-0 |     | 2-1 | 0-0 |
| 3    | SC Corinthians             | 5   | 6 | 2 | 1 | 3 | 10 | 6  | +4   |  | SC Corinthians             | 1-1 | 3-0 |     | 4-0 |
| 4    | Club Deportivo Cuenca      | 2   | 6 | 1 | 1 | 4 | 3  | 12 | -9   |  | Club Deportivo Cuenca      | 0-2 | 0-2 | 2-1 |     |

| Rang | Équipe                     | Pts | J | G | N | P | Bp | Bc | Diff |  | Résultats (▼ dom., ► ext.) | Lib | Uni | Eve | Oli |
| ---- | -------------------------- | --- | - | - | - | - | -- | -- | ---- |  | -------------------------- | --- | --- | --- | --- |
| 1    | Club Libertad              | 8   | 6 | 3 | 2 | 1 | 10 | 5  | +5   |  | Club Libertad              |     | 3-0 | 2-1 | 2-2 |
| 2    | CF Universidad de Chile    | 6   | 6 | 3 | 0 | 3 | 3  | 6  | -3   |  | CF Universidad de Chile    | 1-0 |     | 1-0 | 1-0 |
| 3    | CD Everton de Viña del Mar | 5   | 6 | 2 | 1 | 3 | 7  | 8  | -1   |  | CD Everton de Viña del Mar | 1-3 | 2-0 |     | 1-0 |
| 4    | Club Olimpia               | 5   | 6 | 1 | 3 | 2 | 5  | 6  | -1   |  | Club Olimpia               | 0-0 | 1-0 | 2-2 |     |

| Rang | Équipe                  | Pts | J | G | N | P | Bp | Bc | Diff |  | Résultats (▼ dom., ► ext.) | Por | Hua | Mer | SBo |
| ---- | ----------------------- | --- | - | - | - | - | -- | -- | ---- |  | -------------------------- | --- | --- | --- | --- |
| 1    | Portuguesa FC           | 10  | 6 | 4 | 2 | 0 | 10 | 2  | +8   |  | Portuguesa FC              |     | 2-0 | 3-0 | 0-0 |
| 2    | Club Sport Unión Huaral | 6   | 6 | 2 | 2 | 2 | 5  | 6  | -1   |  | Club Sport Unión Huaral    | 1-1 |     | 2-1 | 1-0 |
| 3    | Estudiantes de Mérida   | 6   | 6 | 3 | 0 | 3 | 6  | 8  | -2   |  | Estudiantes de Mérida      | 0-2 | 1-0 |     | 1-0 |
| 4    | Sport Boys Association  | 2   | 6 | 0 | 2 | 4 | 3  | 8  | -5   |  | Sport Boys Association     | 1-2 | 1-1 | 1-3 |     |

### Deuxième tour
| Rang | Équipe                     | Pts | J | G | N | P | Bp | Bc | Diff |  | Résultats (▼ dom., ► ext.) | Boc | DCa | Lib |
| ---- | -------------------------- | --- | - | - | - | - | -- | -- | ---- |  | -------------------------- | --- | --- | --- |
| 1    | Club Atlético Boca Juniors | 6   | 4 | 2 | 2 | 0 | 4  | 2  | +2   |  | Club Atlético Boca Juniors |     | 1-1 | 1-0 |
| 2    | Asociación Deportivo Cali  | 3   | 4 | 0 | 3 | 1 | 3  | 4  | -1   |  | Asociación Deportivo Cali  | 1-1 |     | 0-0 |
| 3    | Club Libertad              | 3   | 4 | 1 | 1 | 2 | 2  | 3  | -1   |  | Club Libertad              | 0-1 | 2-1 |     |

| Rang | Équipe                   | Pts | J | G | N | P | Bp | Bc | Diff |  | Résultats (▼ dom., ► ext.) | Cru | Int | Por |
| ---- | ------------------------ | --- | - | - | - | - | -- | -- | ---- |  | -------------------------- | --- | --- | --- |
| 1    | Cruzeiro Esporte ClubeT  | 7   | 4 | 3 | 1 | 0 | 7  | 1  | +6   |  | Cruzeiro Esporte Clube     |     | 0-0 | 2-1 |
| 2    | Sport Club Internacional | 3   | 4 | 1 | 1 | 2 | 2  | 5  | -3   |  | Sport Club Internacional   | 0-1 |     | 2-1 |
| 3    | Portuguesa FC            | 2   | 4 | 1 | 0 | 3 | 5  | 8  | -3   |  | Portuguesa FC              | 0-4 | 3-0 |     |

### Finale
| 6 septembre 1977 | Club Atlético Boca Juniors | 1 – 0 | Cruzeiro Esporte Clube | La Bombonera, Buenos Aires                     |                                                |
|                  | Veglio 3e                  |       |                        | Spectateurs : 60 000 Arbitrage : Roque Cerullo | Spectateurs : 60 000 Arbitrage : Roque Cerullo |

| 11 septembre 1977 | Cruzeiro Esporte Clube | 1 – 0 | Club Atlético Boca Juniors | Mineirão, Belo Horizonte                      |                                               |
|                   | Nelinho 76e            |       |                            | Spectateurs : 80 000 Arbitrage : César Orosco | Spectateurs : 80 000 Arbitrage : César Orosco |

| 14 septembre 1977                           | Club Atlético Boca Juniors | 0 – 0                                             | Cruzeiro Esporte Clube | Stade Centenario, Montevideo                       |
|                                             |                            |                                                   |                        | Spectateurs : 60 000 Arbitrage : Vicente Llobregat |
| Mouzo · Tesare · Zanabria · Pernía · Felman | Tirs au but 5 - 4          | Darcy Menezes · Neca · Morais · Livio · Vanderley |                        |                                                    |

| Vainqueur de la Copa Libertadores 1977 |
| -------------------------------------- |
| Boca Juniors Premier titre             |